# Бутан Клірінг (футбольний клуб)
Бутан Клірінг (англ. Bhutan Clearing FC) — бутанський футбольний клуб з міста Пхунчолінг, який виступає у Національній лізі Бутану, вищому дивізіоні чемпіонату Бутану.

## Історія
Перша згадка про те, що «Бутан Клірінг» виступає в чемпіонаті Бутану з футболу датується 2012 роком, коли команда виступала у Дивізіоні Б, третьому за силою дивізіоні чемпіонату Бутану, за даними сайту RSSSF команда, відома під назвою «Бутанський Клірінс», грала, проте її підсумкове місце в чемпіонаті залишається невідомим. Незважаючи на те, що Дивізіон Б — змагання, вякому традиційно виступають команди, які базуються у Тхімпху, «Бутан Клірінг» став єдиним клубом з поза меж міста, який виступав у цьому дивізіоні. Підсумкова позиціякоманди в цьому турнірі невідома, хоча вона фінішувала точно не вище ніж на 3-у місці, оскільки у фінальному матчі плей-оф виступали дві найкращі команди дивізіону, BMW FC та «Мотітханг». Єдиним відомими результатами того сезону для «Бутан Клірінг» була виїзна перемога над «Рігжунг» (4:2) та поразка від бнацької збірної Бутану U-16 (0:3).
У 2014 році «Клірінг» стартували у Національній лізі, де разом з «Уг'єн Академі» стали єдиними командами з поза меж Тхімпху. Проте цей сезон виявився для команди невдалим, оскільки вони фінішувли в підсумковій турнірній таблиці на останньому місці. Єдине очко, яке заробила команда, було здобуте в поєдинку проти «Друк Старз». Окрім цієї нічиї, «Бутан Клірінг» відзначився по одному голу у воротах «Друкполу» та «Друк Юнайтед», а також зазнав розгромної поразки (0:16) від «Тхімпху Сіті».
У 2017 році через фінансові проблеми команду було розформовано.